# Oranjestad (Santo Eustáquio)

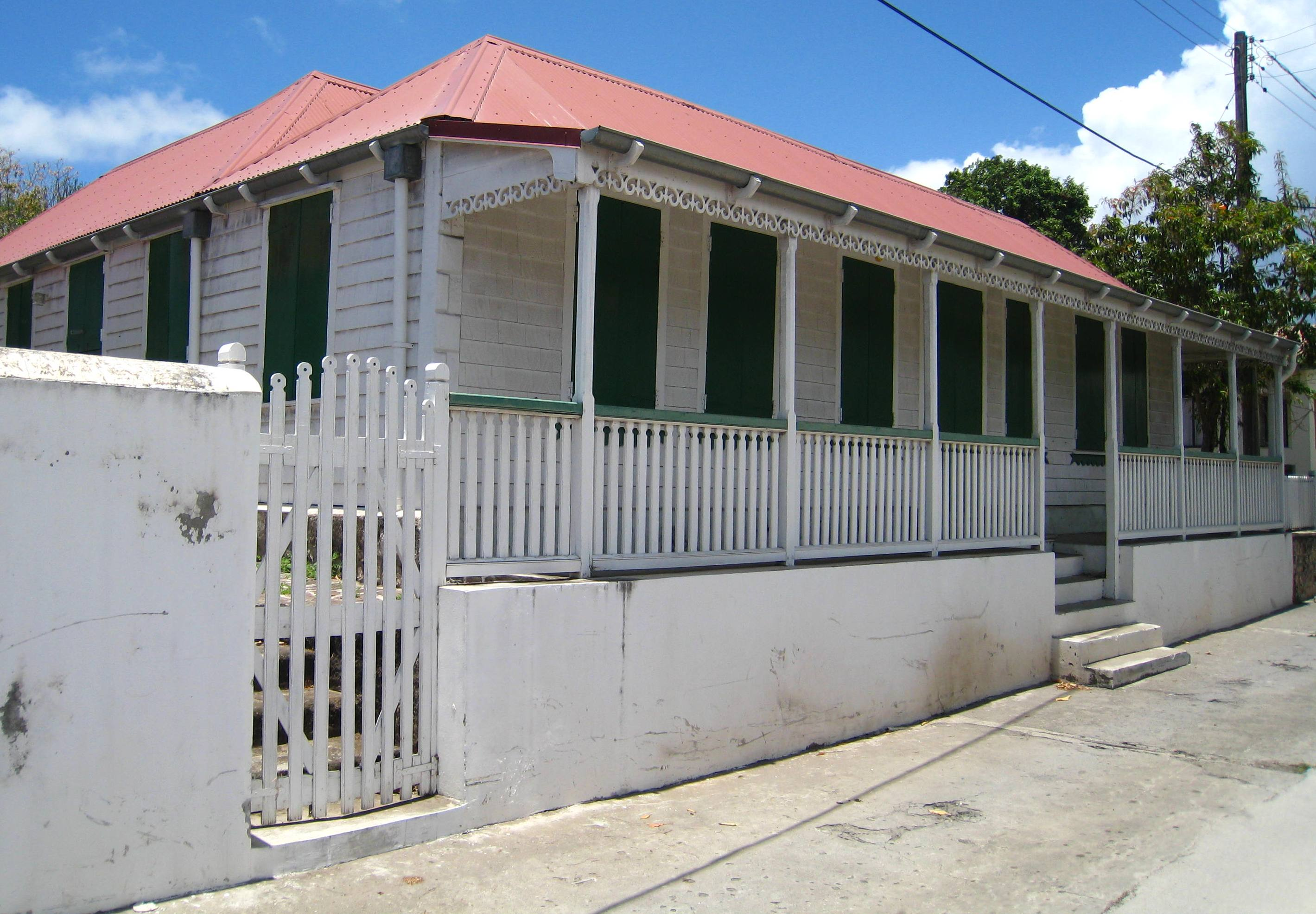
A casa Gezaghebber, restaurada, na rua da Igreja

Oranjestad é uma pequena cidade de quase mil habitantes, capital de Santo Eustáquio, nas Caraíbas neerlandesas. Oranjestad é uma cidade portuária histórica. Pode ser dividida em duas áreas principais: a Baixa, ao longo da zona marítima com ruínas da era colonial, a melhor praia da ilha e o porto e a Alta, com um núcleo histórico restaurado e a principal zona comercial e residencial da cidade.
A principal atração histórica em Oranjestad é o forte Oranje, um forte do século XVII bem conservado no centro da cidade com vista para a zona marítima. O forte contém canhões, fortificações intactas e um pátio. Perto encontra-se um museu, as ruínas da segunda mais antiga sinagoga no hemisfério ocidental, bem como um cemitério judeu.
A parte histórica da cidade inclui, ainda, uma antiga igreja reformada neerlandesa construída em 1755, que se encontra parcialmente em ruínas mas que é ainda acessível (a torre é um conhecido miradouro), várias residências de mercadores do século XVIII – incluindo a mais antiga a casa Gezaghebber (antiga residência do tenente-governador) na rua da Igreja– e casas de madeira no estilo caribenho restauradas. Algumas ruínas de antigos edifícios agora submersos junto à costa podem ser exploradas através de mergulho.
Oranjestad contém mercearias, uma escola, uma clínica e escritórios administrativos do governo. Oranjestad é um grande destino para compras para os habitantes de São Cristóvão, já que muitos dos bens transacionados são mais baratos, especialmente bens alimentícios.
Santo Eustáquio tem, ainda, uma universidade de medicina com mais de cem estudantes.